# Polititapes aureus
Polititapes aureus — вид морських двостулкових молюсків ряду венероїдних (Venerida).

## Поширення
Вид поширений на північному сході Атлантики та у Середземному морі. Мешкає в узбережних водах, на глибині до 200 м.

## Опис
Мушля виростає до 45 мм. Форма мушлі майжеяйцеподібна, субтрикутний, спинний край довгий і похилий до заднього. Лунула серцеподібна, подовжена. Накладка нечітка. Скульптура складається з тонких концентричних виступів і дуже тонких радіальних ліній. Періострак тонкий, гладкий і блискучий. Забарвлення мушлі палеве, блідо-жовте, світло-коричневе.